# UNDI
UNDI (zkratka anglického Universal Network Device Interface znamenajícího doslova univerzální rozhraní síťového zařízení) je  standardizované aplikační rozhraní pro  síťové karty v prostředí PXE, tedy ve fázi bootování počítače. Používáno je zejména pro síťový start počítače, jehož firmware tak může využít standardizovaný univerzální síťový ovladač, aniž by musel zkoumat konkrétní síťovou kartu a přizpůsobovat se zvláštnímu rozhraní jejího ovladače.
Se standardem UNDI počítají rovněž navazující standardy pro DHCP během bootování (RFC: 4578 a 5970) i specifikace UEFI standardizující obecně firmware počítačů.